# Β-转角

β-转角是是多肽链中常见的二级结构。

## 结构
β-转角由四个氨基酸组成，在第一个氨基酸的羰基和第四个氨基酸的氨基之间形成氢键。 

β-循环(第一和第二类)

## 亚型
分为 βI-, βII- 和βIII-转角三种类型:
- Β-II型 第三个氨基酸通常(但不是总是)是 甘氨酸

## 功能
Β-转角像其他转角一样，在改变 蛋白质结构中的氨基酸链的方向上作用。